# Feixes de la Roca Alta
Les Feixes de la Roca Alta és un paratge del terme municipal de Gavet de la Conca, (antic terme de Sant Salvador de Toló), al Pallars Jussà.
El lloc és al sud-est de l'antiga caseria de l'Hostal Roig, al nord-est de la Roca Alta. És un dels contraforts nord-orientals de l'extrem de llevant del Montsec de Rúbies.